# シルヴェスターの慣性法則
線型代数学におけるシルヴェスターの慣性法則（シルヴェスターのかんせいほうそく、英: Sylvester's law of inertia）は実二次形式の係数行列の基底変換で不変なある種の性質を記述する。
具体的に二次形式を定義する対称行列 A と D = SAS⊤ が対角行列となる正則行列 S に対して、D の主対角線に並ぶ正の成分の数および負の成分の数は S に依らず同じである。
名称は、(Sylvester 1852) においてこの性質を証明したジェームス・ジョセフ・シルベスターに因む。

## 定理の主張
n次正方行列 A は実成分を持つ対称行列とする。同じサイズの正則行列 S は A を別の n次対称行列 B = SAS⊤ へ変換するものとする。ここに S⊤ は S の転置行列である。即ち、行列 A と B は合同とする。A が Rn の適当な二次形式の係数行列ならば B は同じ二次形式に S の定める基底変換を行って得られる二次形式の係数行列である。 
対称行列 A はこの仕方で必ず対角成分が 0, +1, −1 の何れかであるような対角行列 D に変換することができる。シルヴェスターの慣性法則はこのような各種の対角成分の数が（行列 S の取り方に依らない）A の不変量であることを述べる。
+1 の数 n+ を A の正の慣性指数 (positive index of inertia) と言い、−1 の数 n−1 を負の慣性指数 (negative index of inertia) と呼ぶ。0 の数 n0 は A の核の次元であり、A の余階数（退化次数）である。これらは明らかに
{\displaystyle n_{0}+n_{+}+n_{-}=n}
なる関係を持つ。差 sgn(A) = n− − n+ を普通は符号数と呼ぶ（が、A の正負の慣性指数と退化次数の三つ組 (n0, n+, n−) を符号数と呼ぶ文献もある。与えられた次数の非退化形式に対しては、どちらで書いても同じ情報を与えるが、一般には三つ組のほうが情報が多い）。 
行列 A が、左上からの k次主小行列式 Δk が何れも非零であるという性質を持つならば、負の慣性指数は列
{\displaystyle \Delta _{0}=1,\Delta _{1},\ldots ,\Delta _{n}=\det A}
の符号変化の数に等しい。

## 固有値を用いた主張の言い換え
対称行列 A の正負の慣性指数は A の正負の固有値の数でもある。任意の実対称行列 A は A の固有値からなる対角行列 E と固有ベクトルからなる正規直交行列 Q を用いた A = QEQ⊤ なる形の固有分解を持つ。さらに行列 E = (eij) は E = WDW⊤ で D が 0, +1, −1 を成分とする対角行列、W が wii = √|eii| を成分とする対角行列となるようにできる。行列 S = QW は D を A に変換する。

## 二次形式の慣性法則
二次形式の文脈において、実 n変数の（あるいは n次元実ベクトル空間上の）実二次形式 Q は適当な基底変換（正則な線型変換）によって対角形
{\displaystyle Q(x_{1},x_{2},\ldots ,x_{n})=\textstyle \sum \limits _{i=1}^{n}a_{i}{x_{i}}^{2}}
にすることができる。ここに各々 ai ∈ {0, 1, −1} とする。シルヴェスターの関係法則はこの係数列の与える符号の数が Q の（対角化する基底の選び方に依存しない）不変量であることを主張する。幾何学的に言い表せば、与えられた二次形式の制限が正（または負）の定符号二次形式となるような任意の極大部分空間の次元は一定であることを慣性法則は主張する。そのような次元の値が正（または負）の慣性指数に等しい。

## 一般化
シルヴェスターの慣性法則は行列が複素成分の場合にも述べることができる。この場合、行列 A, B が ∗-合同であることを、適当な複素正則行列 S によって B = SAS∗ と書けることと定義する。ただし、∗ は随伴を表す。
複素成分の場合のシルヴェスターの慣性法則は、エルミート行列 A, B が ∗-合同であるための必要十分条件はそれらの慣性指数が一致することであることを言うものである。
この定理はさらに Ikramov (2001, pp. 141–142) によって正規行列に対するものに一般化された。 
定理 (Ikramov)
正規行列 A と B が合同であるための必要十分条件は、それらがガウス平面の原点から出る各開半直線上で同じ数の固有値を持つことである。